# Mordellistena mullahyi
Mordellistena mullahyi is een keversoort uit de familie spartelkevers (Mordellidae). De wetenschappelijke naam van de soort is voor het eerst geldig gepubliceerd in 1971 door Khalaf.